# かのこ
『かのこ』は、茶木ひろみによる日本の漫画作品。『別冊マーガレット』（集英社）にて1983年9月号から1984年2月号まで連載された。単行本は同社のマーガレットコミックスから全2巻。
本項では、単行本2巻に収録されている「悪ガキ!ララバイ」についても述べる。

2018年から電子版「かのこ」(全1巻)がKindle独占で配信中。

## あらすじ
吉田みずき（連載開始時小学6年生、最終話で高校生）は、母が仕事中に倒れ、叔母夫婦の家に預けられることに。だが、そこには美しいかのこがいた。

## 登場人物
雨宮かのこ（加乃）←男名（12→17歳）
本作の主人公。美形だがみずきに意地悪ばかりして最初はとても嫌われる。かのこは家庭の事情で女として育てられるが、実は男。両親は彼が5歳のころに交通事故で死亡。暗い過去を持ち、表情はあまりださない。だが、みずきや桜井先輩との出会いをきっかけに表情の描写が多くなっていた。だが、冷静沈着で思慮深い性格は大きくなっても変わっていない。
吉田みずき（12→17歳）
本作のヒロイン。彼女の描写の方が主人公であるかのこより多い。一度、加乃に自分のスケッチブックを見られカンカンに怒り、一時期加乃とは口を利かなくなっていたが、高校生になって何かのはずみでキスをした時、加乃を急に意識し、惹かれて行った。その後、加乃に手作りケーキを作ってあげるなどと異性として意識したことがわかる。
おばさん
かのことみずきの育ての親。旦那とともにあんみつ屋を営んでいる。お金に汚い。間違いが起きたら嫌な為かのことみずきの恋に猛反対するが、結局は二人の交際を認める。
おじさん
もう1人のかのことみずきの育ての親。妻とあんみつ屋を営む。描写は少ないが、妻と同じくお金に汚い一面も。
みずき母
おばさんの姉でみずきの母。みずきが13歳のとき死亡。優しそうな雰囲気のお母さん。
桜井道夫
剣道部長。加乃が中学・高校と剣道部に所属し、仲良くなった先輩。貧乏人。いとこは金持ちでよくいじめられたらしい。剣道2段。
2巻の最後では共に東京に出て自分は俳優になりたいという夢を加乃に語る。
桜井健一・伸二
桜井病院の息子。弟の伸二が猫をいじめていたのをみずきが目撃し、顔を一発しばかれる。伸二の仕返しとして兄・健一はあんみつ屋に乗り込むが、みずきの美しさに一目惚れする。その後にはクリスマスイブに食事に誘い、軽い気持ちで交際を申し込むが失敗に終わる。
兄・健一はギスギスしているが剣道3段という成績を持つ。
みい
伸二がいじめていた子猫。みずきが引き取ったが、おばさんに一度捨てられかける危機もあった。その危機を乗り越え、家族の一員に。おばさんには最終巻で「たま」と間違えられたこともある。

## 「悪ガキ!ララバイ」

### あらすじ（悪ガキ!ララバイ）
主人公、伊藤寿美は、隣人で3つ年下の雪井鉄平に想いを寄せている。だが、その気持ちをずっと伝えることができず、苦しい想いを漫画家の山本ひろしに打ち明けることしかできなかった。

### 登場人物（悪ガキ!ララバイ）
伊藤寿美
本作の主人公。几帳面。顔は美少女で一見おしとやかに見える。3つ年下の鉄平が好きで、そのことを漫画家の山本ひろしに打ち明けている。彼に打ち明けた理由は、『ジャンプ』を買っており、それでファンレターを送るきっかけがあったからである。
雪井鉄平
寿美の好きなヤンキー。3つ年下。少し、ものぐさで大雑把な16歳。1年前、H高という北海道の高校に一度転校して帰ってきた。今はスタントマンの仕事をしている。
京美
鉄平と付き合う、同い年のつっぱり女。寿美が鉄平を好きなのを知っており凄く敵対心を燃やす。寿美も口が立たないほどの強気少女だが、更に山本ひろしには口が立たない。
良ちゃん
寿美のよき理解者。ニュートラ少女と呼ばれる。だが、口調は男。一人称は俺。一度女言葉を使ったこともある。彼女の好きな漫画家は鳥山明。
伊藤茶
寿美の弟。鉄平と同じ年。
山本ひろし（吉田ただし）
寿美と同じ大学（くじら丘大学）に通う漫画家。寿美のことを前から気に入っていた為、手紙もすべて読んでいたらしい。その後、寿美に結婚を申し込む。性格はとてもおとなっぽく包容力もある。
お母さん
寿美の母。弟の髪型とは一切見分けがつかない。親子3人がミーハー。
お父さん
妻の尻に敷かれる旦那。

## 単行本
- かのこ コミックセット（集英社、ASIN B00006LN4J）
  - 最終巻には「悪ガキ!ララバイ」を収録。